# Saison 2015 de l'équipe cycliste ERA Real Estate-Murprotec
La saison 2015 de l'équipe cycliste ERA Real Estate-Murprotec est la troisième de cette équipe. L'équipe était dénommée Corendon-Kwadro jusqu'au 4 septembre inclus.

## Préparation de la saison 2015

### Arrivées et départs
| Arrivées | Équipe 2014 |
| -------- | ----------- |
| aucune   |             |

| Départs      | Équipe 2015 |
| ------------ | ----------- |
| Joeri Hofman |             |

## Coureurs et encadrement technique

### Effectif
| Cycliste               | Date de naissance | Nationalité | Équipe 2014     |  |
| ---------------------- | ----------------- | ----------- | --------------- |  |
| Bart Aernouts          | 23 juin 1982      | Belgique    | Corendon-Kwadro |  |
| Martin Bína            | 21 mai 1983       | Tchéquie    | Corendon-Kwadro |  |
| Kevin Cant             | 11 mars 1988      | Belgique    | Corendon-Kwadro |  |
| Jasper De Meyer        | 15 avril 1992     | Belgique    |                 |  |
| Marcel Meisen          | 8 janvier 1989    | Allemagne   | Corendon-Kwadro |  |
| Radomír Šimůnek junior | 6 septembre 1983  | Tchéquie    | Corendon-Kwadro |  |
| Diether Sweeck         | 17 décembre 1993  | Belgique    | Corendon-Kwadro |  |
| Hendrik Sweeck         | 13 janvier 1992   | Belgique    | Corendon-Kwadro |  |
| Laurens Sweeck         | 17 décembre 1993  | Belgique    | Corendon-Kwadro |  |
| Julien Taramarcaz      | 12 novembre 1987  | Suisse      | Corendon-Kwadro |  |

Portraits
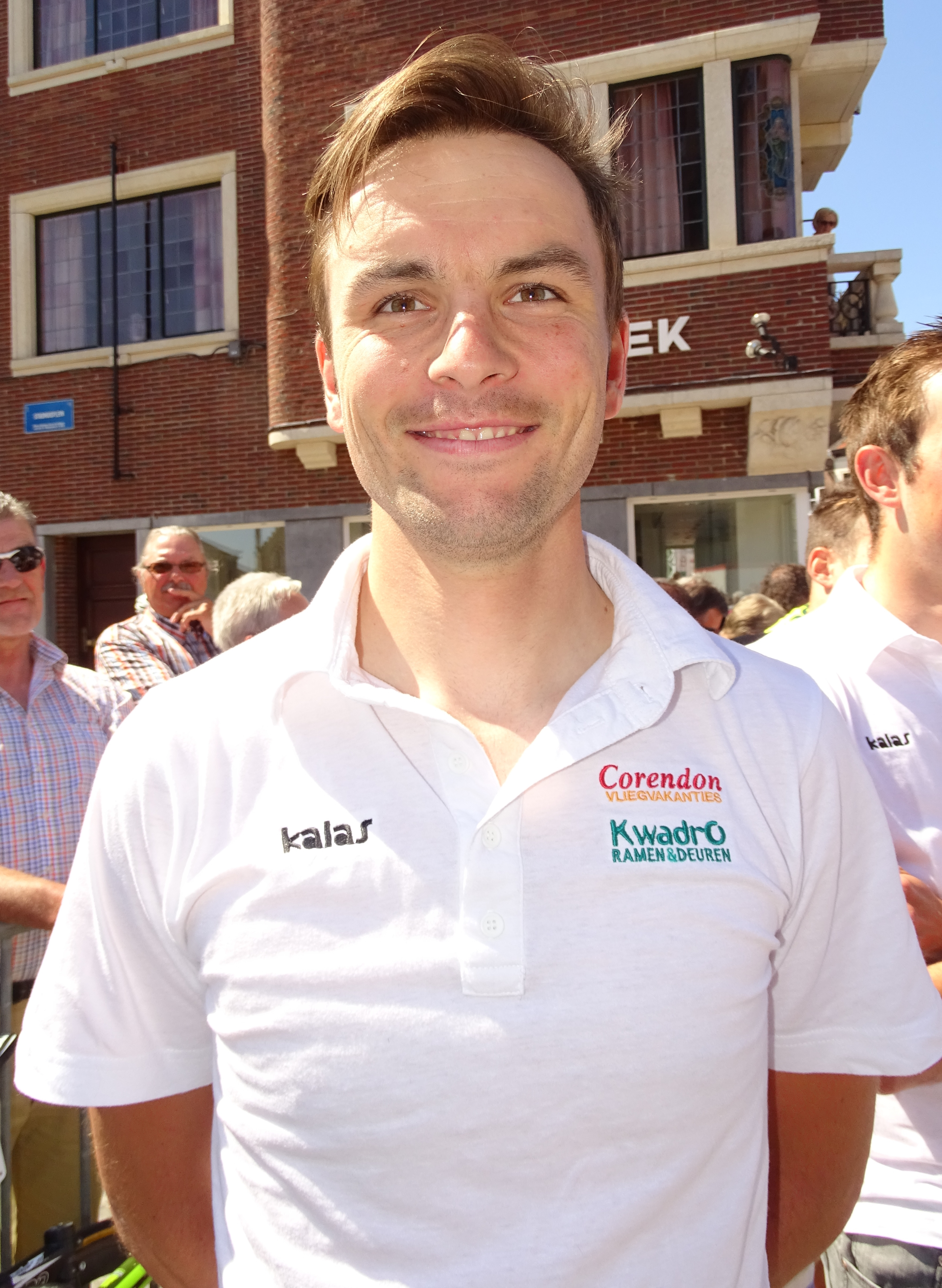
Kevin Cant.
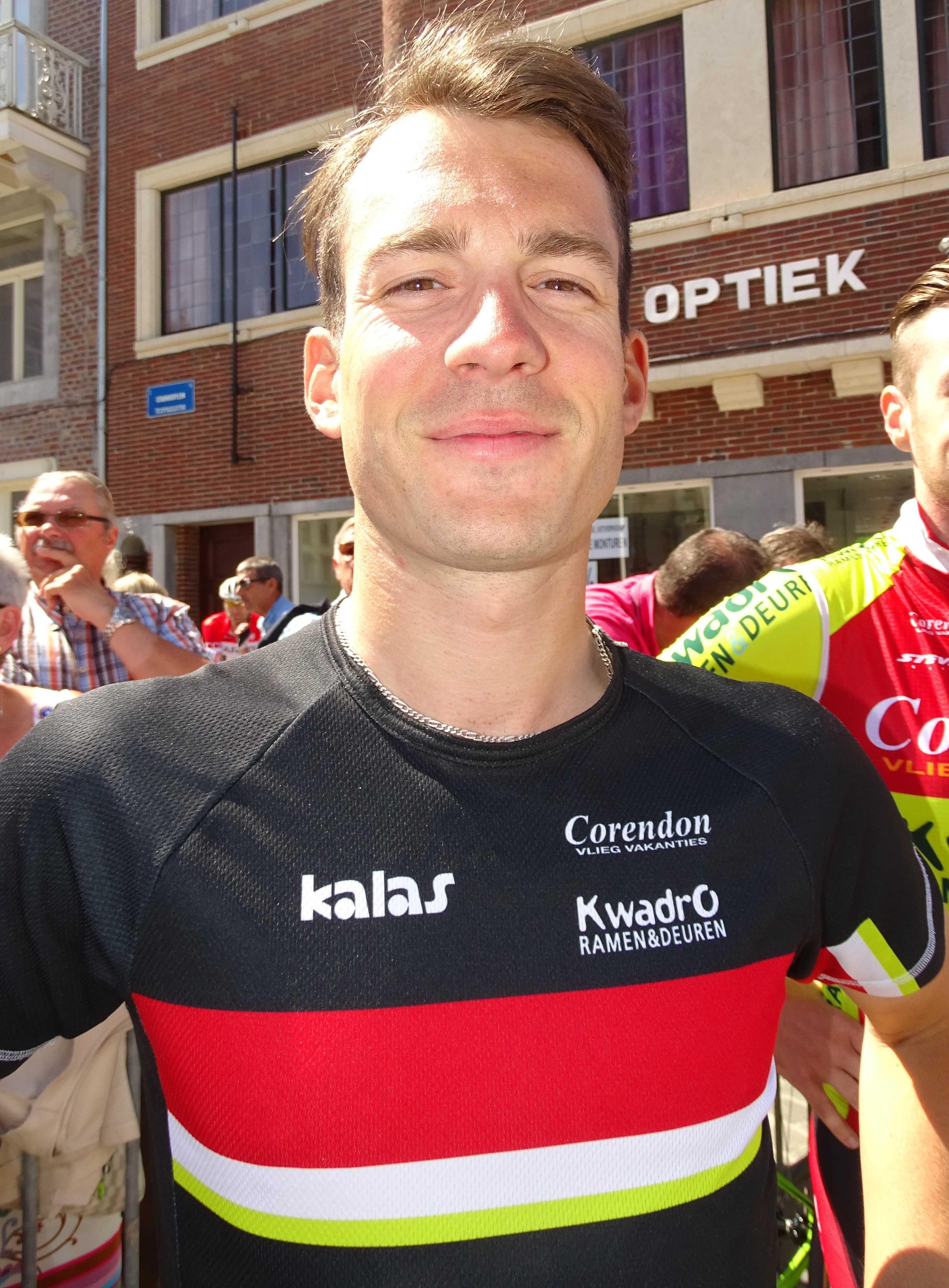
Julien Taramarcaz.
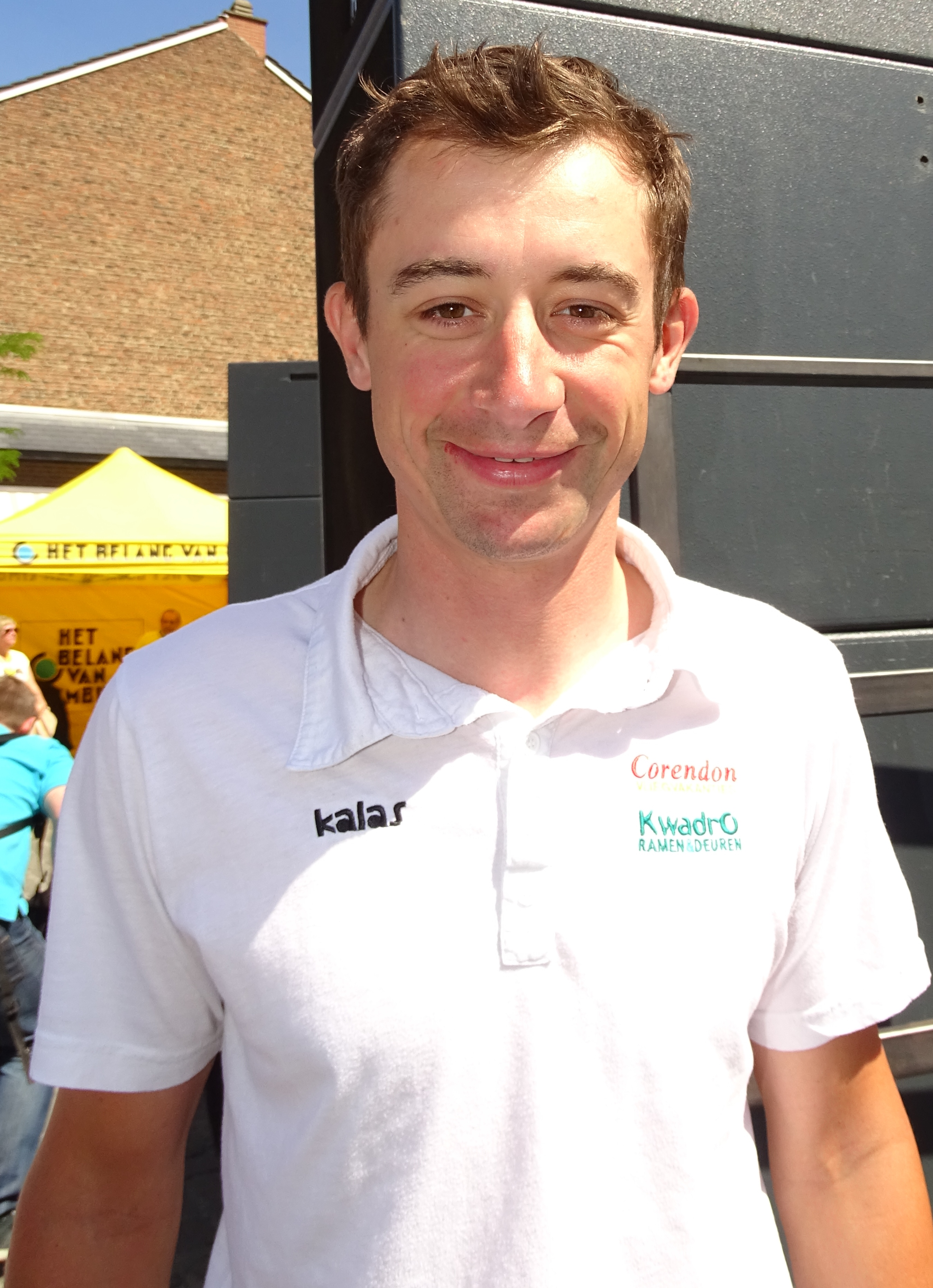
Radomír Šimůnek junior.
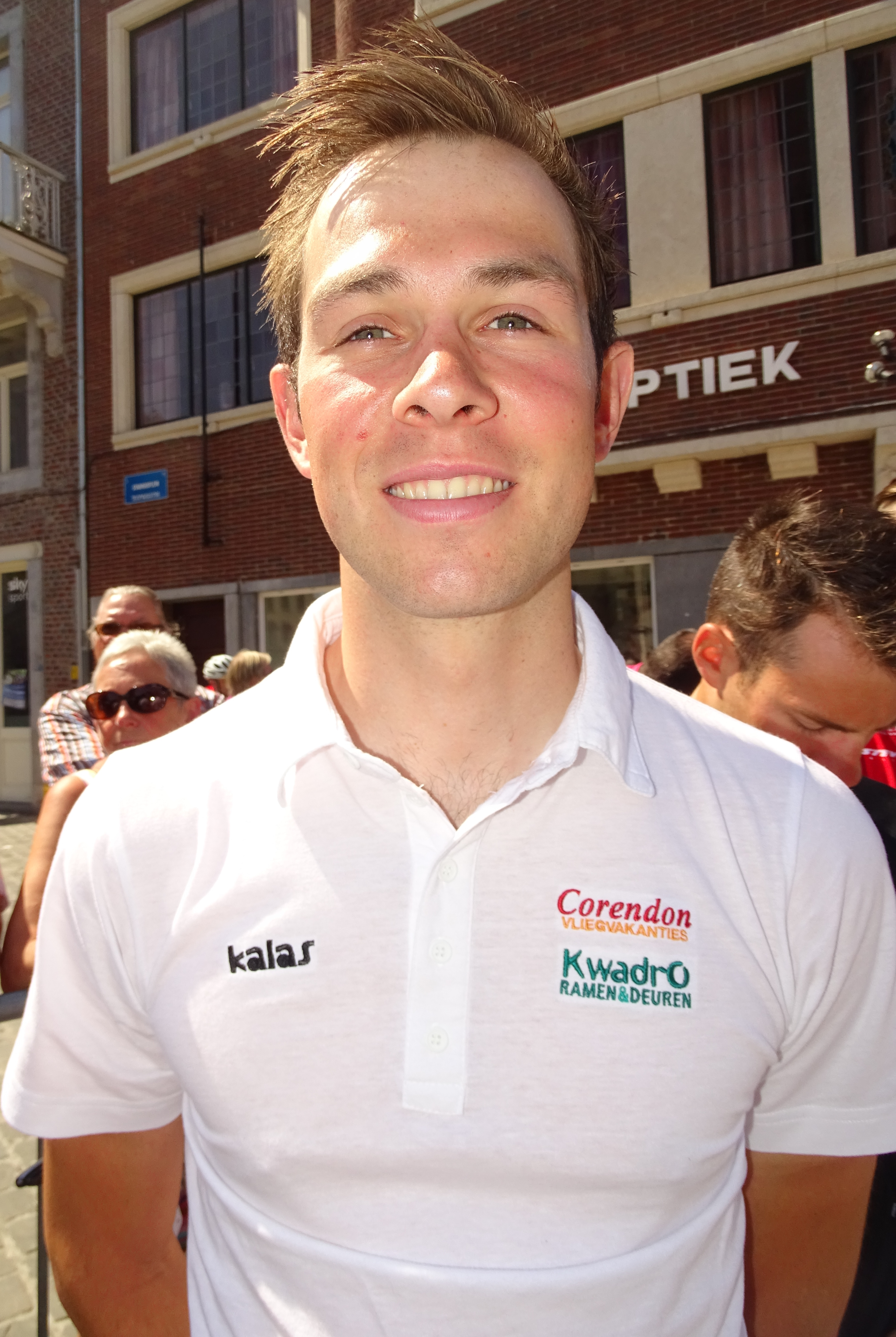
Hendrik Sweeck.
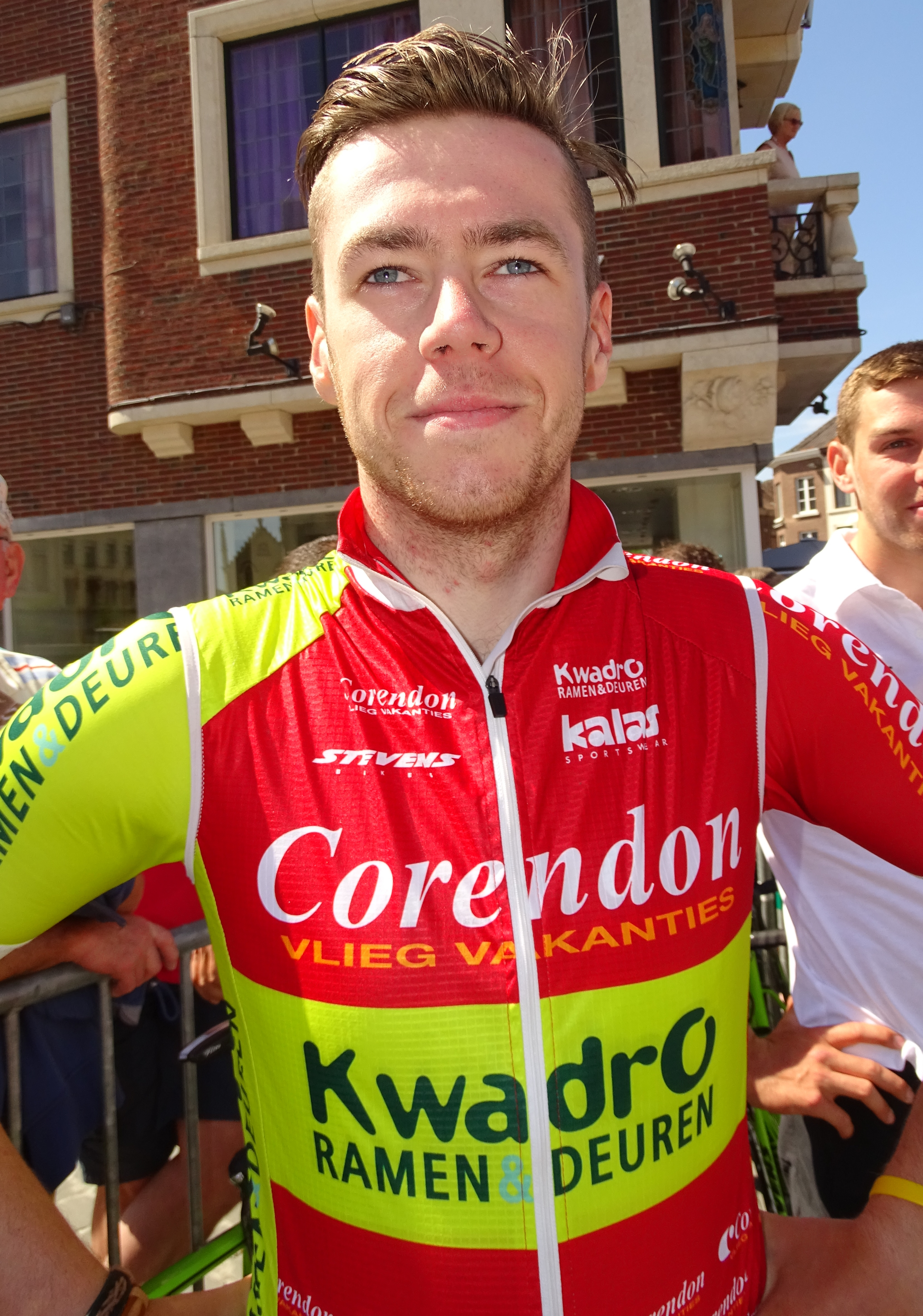
Jasper De Meyer.
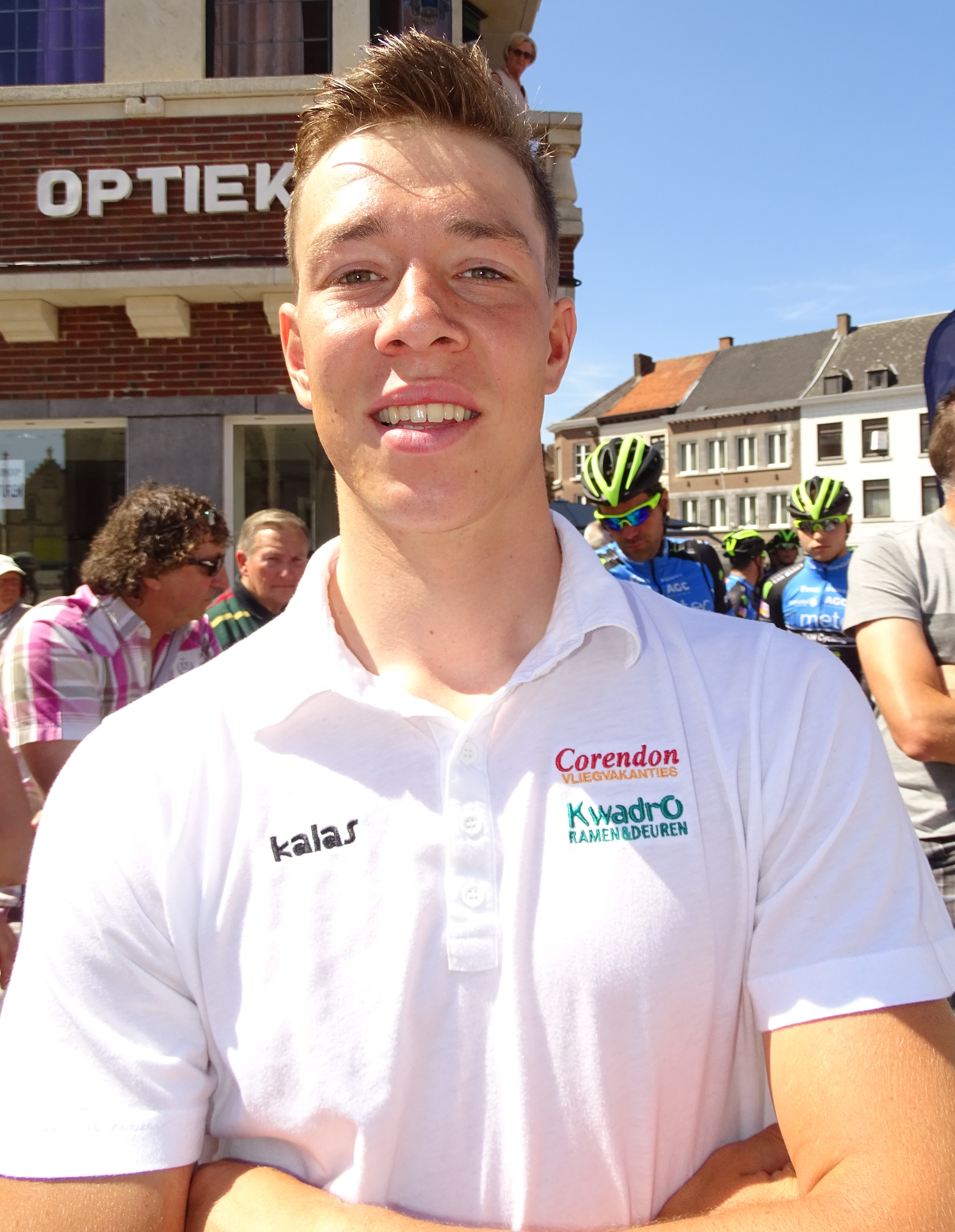
Laurens Sweeck.
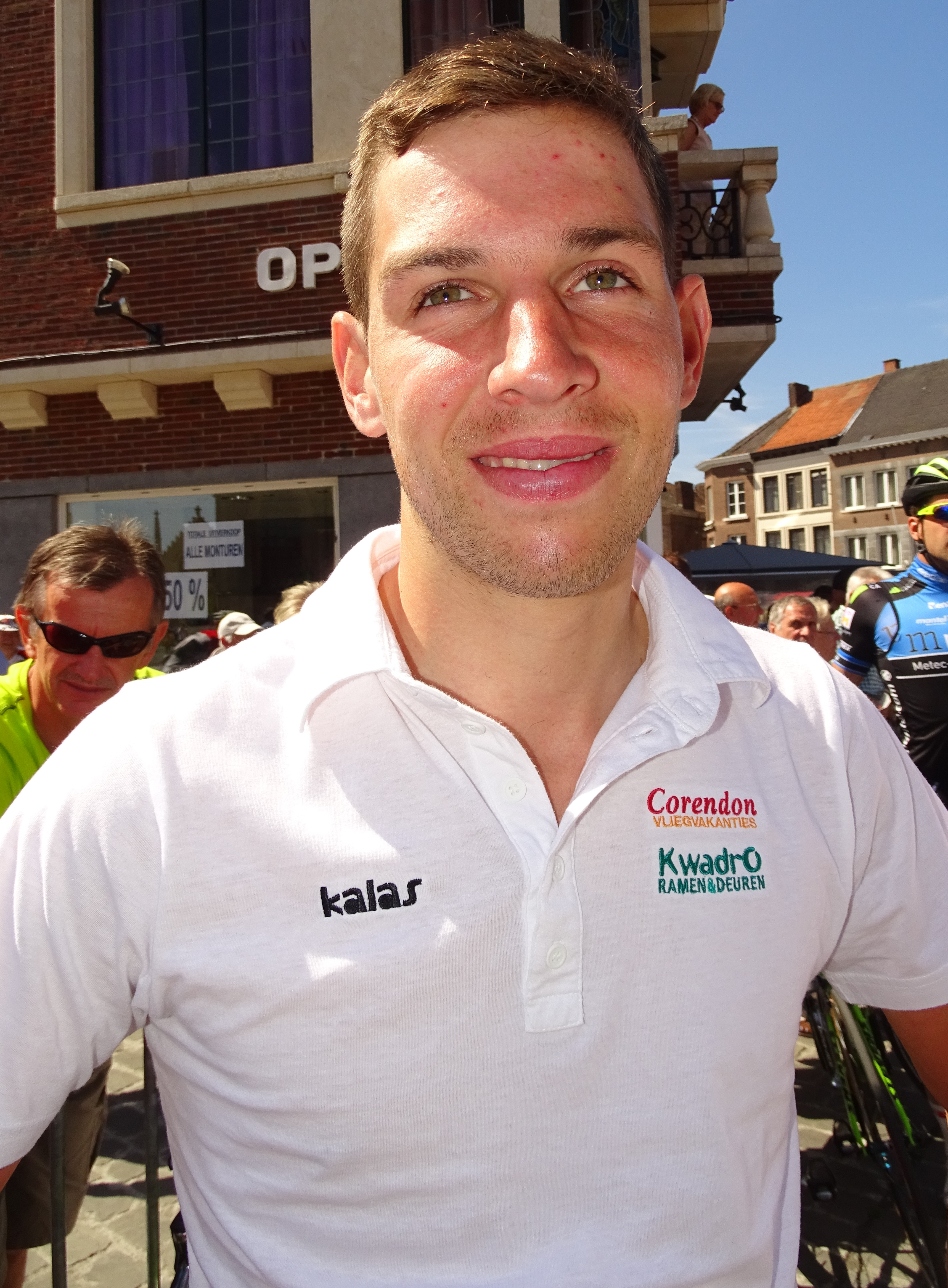
Diether Sweeck.

## Bilan de la saison

### Victoires

#### Sur route
| Date       | Course                      | Pays   | Classe | Vainqueur     |
| ---------- | --------------------------- | ------ | ------ | ------------- |
| 30/05/2015 | 2e étape du Tour de Gironde | France | 2.2    | Marcel Meisen |

#### En cyclo-cross
| Date       | Course                                                | Pays      | Classe | Vainqueur         |
| ---------- | ----------------------------------------------------- | --------- | ------ | ----------------- |
| 01/01/2015 | Trophée Banque Bpost espoirs #7, Baal                 | Belgique  | CU     | Laurens Sweeck    |
| 10/01/2015 | Championnat de Belgique de cyclo-cross espoirs        | Belgique  | CN     | Laurens Sweeck    |
| 11/01/2015 | Championnat d'Allemagne de cyclo-cross                | Allemagne | CN     | Marcel Meisen     |
| 11/01/2015 | Championnat de Suisse de cyclo-cross                  | Suisse    | CN     | Julien Taramarcaz |
| 25/01/2015 | Coupe du monde de cyclo-cross espoirs #6, Hoogerheide | Pays-Bas  | CU     | Laurens Sweeck    |
| 07/02/2015 | Trophée Banque Bpost espoirs #8, Lille                | Belgique  | CU     | Laurens Sweeck    |
| 08/02/2015 | Superprestige espoirs #7, Hoogstraten                 | Belgique  | CU     | Laurens Sweeck    |
| 14/02/2015 | Superprestige espoirs #8, Middelkerke                 | Belgique  | CU     | Laurens Sweeck    |
| 22/02/2015 | Internationale Sluitingsprijs espoirs, Oostmalle      | Pays-Bas  | CU     | Diether Sweeck    |
| 13/09/2015 | EKZ CrossTour #1, Baden                               | Suisse    | C1     | Laurens Sweeck    |

### Classement UCI

#### UCI Europe Tour
| Rang | Coureur | Points |
| ---- | ------- | ------ |